# Aubiac, Lot-et-Garonne

Aubiac este o comună în departamentul Lot-et-Garonne din sud-vestul Franței. În 2009 avea o populație de 1.014 de locuitori.

## Evoluția populației
| An        | 1975 | 1982 | 1990 | 1999 | 2006 | 2009  |
| --------- | ---- | ---- | ---- | ---- | ---- | ----- |
| Populație | 468  | 680  | 826  | 904  | 979  | 1.014 |